# 路允斌
路允斌，山东汶上人，是一名清朝政治人物。
路允斌曾于1668年接替赵民帅任崇明县知县一职，1668年由王恭先接任。